# 絶対!Part2
「絶対!Part2」（ぜったい!パートツー）は、早坂好恵のデビューシングル。1990年10月24日にポニーキャニオンよりリリースされた。

## 解説
「絶対!Part2」ではモーツァルトの「アイネ・クライネ・ナハトムジーク」が編曲で使用されている。
テレビアニメ『らんま1/2熱闘編』オープニングテーマ。
タイトルにPart2とついているのは、デビュー前に製作されていた「絶対!」の続篇として作られた為。なお「絶対!」は1stアルバム『ぎゃふん』・ベストアルバム『早坂好恵・ベスト』に同作と共に収録されている。

## 収録曲
（全作詞：及川眠子、作曲：松本俊明、編曲：鷺巣詩郎）
1. 絶対!Part2 [3:36]
  - テレビアニメ『らんま1/2熱闘編』オープニングテーマ
2. かたくなかたくな [3:59]

## カバー
絶対!Part2
- 岩男潤子 - 東芝EMI版カバー音源。1991年11月27日発売『テレビ人気こどものうた』（規格品番：TOCT-6349）収録。
- 井上喜久子 - 『らんま1/2』の天道かすみ役。1992年10月21日発売『らんま1/2 格闘歌かるた』収録。
- 桃井はるこ - 2004年4月2日発売『すぷりんぐ はず かむっ』収録。
- 鈴木絵理 - 2014年9月26日発売『アニソン神曲プラス』収録。
- 佐咲紗花 - 2021年1月22日 『Anison Days』で出演。

| テレビアニメ『らんま1/2熱闘編』オープニングテーマ 1990年10月5日 - 1991年3月29日 |                         |                                      |
| 前作: CoCo 「思い出がいっぱい」                                                 | 早坂好恵 「絶対!Part2」 | 次作: KUSU KUSU 「地球オーケストラ」 |